# Moneybagg Yo
Демарио Дуэйн Уайт-младший (англ. Demario DeWayne White, Jr., 22 сентября 1991, Мемфис, Теннесси, США), более известный по сценическому псевдониму Moneybagg Yo — американский рэпер и автор песен. В октябре 2016 года он подписал контракт с лейблом звукозаписи Yo Gotti, Collective Music Group (CMG), а также с N-Less Entertainment и своим собственным лейблом Bread Gang Music Group. Его первые два проекта, дебютировавшие в топ-20, Federal 3X и 2 Heartless, дебютировали под № 5 и № 16 в Billboard 200. Его самая высокая позиция в чарте Billboard 200 — A Gangsta’s Pain, дебютировавший на 1-м месте в 2021 году.

## Биография
Демарио учился в средней школе Митчелла в городе, где он получил свой сценический псевдоним «Moneybagg Yo» как дань уважения своему «менталитету хастлера».
В интервью New York Times в 2022 году Манибэгг рассказал о том, как на ранних этапах своей карьеры ему приходилось жертвовать важными моментами в своей жизни и жизни своих детей, такими как дни рождения, праздники, футбольные матчи и даже простые вещи, такие как пончики, поскольку он был сосредоточен на обеспечении своих детей и создании себе имени в отрасли.

## Проблемы с законом
14 марта 2016 года, во время своей вечеринки по выпуску CD, Moneybagg Yo был арестован по обвинению в незаконном обороте и торговле наркотиками вместе с 27 другими участниками Club Masarati. 19 августа 2017 года Moneybagg Yo, по сообщениям, стал участником стрельбы на остановке Нью-Джерси Тёрнпайк.

## Личная жизнь
Moneybagg Yo и Megan Thee Stallion недолго встречались в 2019 году, после чего расстались в октябре того же года. Недавно он начал встречаться с Ари Флетчер.
ДеМарио известен своей любовью к каннабису. Он публично говорил о своем употреблении марихуаны с подросткового возраста и заявил, что использует её как способ расслабиться и творить во время записи музыки. Он также рассказал о важности дисциплины при употреблении каннабиса и о том, как он предпочитает не курить перед выступлениями или интервью, чтобы оставаться сосредоточенным.
В 2018 году Moneybagg Yo принял ислам. Он молится пять раз в день и постится во время Рамадана.

## Дискография

### Студийные альбомы
| Название       | Детали | Высшая позиция в чартах | Высшая позиция в чартах |
| Название       | Детали | US                      | US R&B/HH               |
| -------------- | --- | ----------------------- | ----------------------- |
| Reset          | - Релиз: 2 ноября 2018 - Лейбл: Bread Gang, N-Less, Collective Music Group, Interscope - Формат: Загрузка, стриминг              | 13                      | 8                       |
| 43va Heartless | - Релиз: 24 мая 2019 - Лейбл: Bread Gang, N-Less, Collective Music Group, Interscope - Формат: Загрузка, стриминг                | 4                       | 3                       |
| Time Served    | - Релиз: 10 января 2020 - Лейбл: Roc Nation, Bread Gang, N-Less, Collective Music Group, Interscope - Формат: Загрузка, стриминг | 3                       | 2                       |

### Микстейпы
| Название                                            | Детали | Высшая позиция в чартах | Высшая позиция в чартах |
| Название                                            | Детали | US                      | US R&B/HH               |
| --------------------------------------------------- | --- | ----------------------- | ----------------------- |
| From Da Block 2 Da Booth                            | - Релиз: 16 апреля 2012 - Лейбл: Bread Gang Entertainment - Формат: Загрузка                                                      | —                       | —                       |
| October 20th                                        | - Релиз: 6 октября 2012 - Лейбл: Bread Gang - Формат: Загрузка                                                                    | —                       | —                       |
| La Familia (совместно с Slpy)                       | - Релиз: 3 февраля 2014 - Лейбл: Bread Gang - Формат: Загрузка                                                                    | —                       | —                       |
| Relentless                                          | - Релиз: 14 июня 2015 - Лейбл: Bread Gang - Формат: Загрузка                                                                      | —                       | —                       |
| Federal                                             | - Релиз: 22 сентября 2015 - Лейбл: Bread Gang - Формат: Загрузка                                                                  | —                       | —                       |
| Federal Reloaded                                    | - Релиз: 20 января 2016 - Лейбл: Bread Gang - Формат: Загрузка                                                                    | —                       | —                       |
| ELO (Everybody Lives On)                            | - Релиз: 7 июня 2016 - Лейбл: Bread Gang - Формат: Загрузка                                                                       | —                       | —                       |
| All Gas No Brakes                                   | - Релиз: 26 июля 2016 - Лейбл: Bread Gang, N-Less Entertainment - Формат: Загрузка                                                | —                       | —                       |
| 4 The Hard Way                                      | - Релиз: 28 сентября 2016 - Лейбл: Bread Gang - Формат: Загрузка                                                                  | —                       | —                       |
| 2 Federal (совместно с Yo Gotti)                    | - Релиз: 31 октября 2016 - Лейбл: Bread Gang, N-Less, Collective Music Group - Формат: Загрузка                                   | 97                      | 48                      |
| Heartless                                           | - Релиз: 14 февраля 2017 - Лейбл: Bread Gang, N-Less, Collective Music Group - Формат: Загрузка                                   | 177                     | —                       |
| Federal 3X                                          | - Релиз: 11 августа 2017 - Лейбл: Bread Gang, N-Less, Collective Music Group, Interscope Records - Формат: Загрузка               | 5                       | 4                       |
| Fed Baby’s (совместно с YoungBoy Never Broke Again) | - Релиз: 17 ноября 2017 - Лейбл: Bread Gang, N-Less, Collective Music Group, Interscope, Never Broke Again LLC - Формат: Загрузка | 21                      | 9                       |
| 2 Heartless                                         | - Релиз: 14 февраля 2018 - Лейбл: Bread Gang, N-Less, Collective Music Group, Interscope - Формат: Загрузка                       | 16                      | 9                       |
| Bet On Me                                           | - Релиз: 3 августа 2018 - Лейбл: Bread Gang, N-Less, Collective Music Group, Interscope - Формат: Загрузка                        | 11                      | 9                       |

### Сборники
| Название | Детали                                                                |
| --- | --------------------------------------------------------------------- |
| Moneybagg Yo Presents: NLess Ent x Bread Gang (совместно с Dee Mula, Big Homie, C.O., FME Tavo, MudBruddaBo, Skywalker OG, & Tru Dexter) | - Релиз: 1 января 2018 - Лейбл: Bread Gang, N-Less - Формат: Загрузка |

### Синглы

#### В качестве ведущего исполнителя
| Название                                                                         | Год  | Высшая позиция в чартах | Высшая позиция в чартах | Высшая позиция в чартах | Высшая позиция в чартах | Сертификации | Альбом                |
| Название                                                                         | Год  | US                      | US R&B/HH               | US Rap                  | US Main. R&B/HH         | Сертификации | Альбом                |
| -------------------------------------------------------------------------------- | ---- | ----------------------- | ----------------------- | ----------------------- | ----------------------- | ------------ | --------------------- |
| «Dirty Money» (совместно с FDW Baybay при участии Cook Laflare)                  | 2017 | —                       | —                       | —                       | —                       |              | Внеальбомный сингл    |
| «50 Missed Calls» (совместно с Ray Vicks & YFN Lucci)                            | 2017 | —                       | —                       | —                       | —                       |              | The Frank White Story |
| «Vibes in LA» (совместно с Gunna)                                                | 2017 | —                       | —                       | —                       | —                       |              | Внеальбомный сингл    |
| «Trap Prices» (совместно с Heavy Hitaz)                                          | 2017 | —                       | —                       | —                       | —                       |              | Внеальбомный сингл    |
| «Trap Clickin» (при участии King Pop & Benji Wilson)                             | 2017 | —                       | —                       | —                       | —                       |              | Внеальбомный сингл    |
| «February» (при участии Jeezy)                                                   | 2018 | —                       | —                       | —                       | —                       |              | Внеальбомный сингл    |
| «Celebrate» (совместно с Lgunna при участии Джима Джонса)                        | 2018 | —                       | —                       | —                       | —                       |              | Внеальбомный сингл    |
| «Tetris» (совместно с Mr. Mase & Spinna)                                         | 2018 | —                       | —                       | —                       | —                       |              | Внеальбомный сингл    |
| «Bigg Facts»                                                                     | 2018 | —                       | —                       | —                       | 26                      | - RIAA: Gold | 2 Heartless           |
| «Okay» (при участии Фьючера)                                                     | 2018 | —                       | —                       | —                       | —                       |              | Reset                 |
| «Count It Up» (совместно с Drako)                                                | 2018 | —                       | —                       | —                       | —                       |              | Fully Loaded          |
| «Blac Money» (при участии Blac Youngsta)                                         | 2019 | —                       | —                       | —                       | —                       |              | 43va Heartless        |
| «Dior» (при участии Gunna)                                                       | 2019 | —                       | —                       | —                       | —                       | - RIAA: Gold | 43va Heartless        |
| «All Dat» (совместно с Megan Thee Stallion)                                      | 2019 | 70                      | 34                      | —                       | 16                      | - RIAA: Gold | Time Served           |
| «U Played» (при участии Lil Baby)                                                | 2020 | 53                      | 23                      | 18                      | —                       |              | Time Served           |
| «1 2 3» (при участии Blac Youngsta)                                              | 2020 | —                       | —                       | —                       | 18                      |              | Time Served           |
| «Blue Jean Bandit» (совместно с TM88 и Southside при участии Янг Тага и Фьючера) | 2020 | —                       | —                       | —                       | —                       |              | TBA                   |
| «Me Vs Me»                                                                       | 2020 | —                       | —                       | —                       | —                       |              | Time Served (Deluxe)  |

#### В качестве приглашённого исполнителя
| Название                                                                                    | Год  | Высшая позиция в чартах | Сертификации     | Альбом                 |
| Название                                                                                    | Год  | US Main. R&B/HH         | Сертификации     | Альбом                 |
| ------------------------------------------------------------------------------------------- | ---- | ----------------------- | ---------------- | ---------------------- |
| «All of a Sudden» (Lil Baby при участии Moneybagg Yo)                                       | 2017 | 20                      | - RIAA: Platinum | Too Hard               |
| «Don’t Even Trip» (Tee Grizzley при участии Moneybagg Yo)                                   | 2018 | —                       |                  | Activated              |
| «Set» (Dee Mula при участии Moneybagg Yo)                                                   | 2018 | —                       |                  | Let Me Get Dat, Vol. 2 |
| «Pablo (Remix)» (Rvssian и Sfera Ebbasta при участии Rich the Kid, Lil Baby & Moneybagg Yo) | 2018 | —                       |                  | Внеальбомный сингл     |
| «Unjudge Me» (Calboy при участии Moneybagg Yo)                                              | 2019 | —                       |                  | Wildboy                |
| «Tomorrow» (Stunna 4 Vegas при участии Moneybagg Yo)                                        | 2019 | —                       |                  | Внеальбомный сингл     |
| «Crank Up 2.0» (Dee Mula при участии Stunna 4 Vegas & Moneybagg Yo)                         | 2019 | —                       |                  | Внеальбомный сингл     |
| «Hocus Pocus» (DJ Kay Slay & Blueface при участии A Boogie wit da Hoodie & Moneybagg Yo)    | 2019 | —                       |                  | Внеальбомный сингл     |
| «Goodbye» (Blac Youngsta при участии Yo Gotti и Moneybagg Yo)                               | 2019 | —                       |                  | Church on Sunday       |
| «Camelot (Remix)» (NLE Choppa при участии BlocBoy JB, Yo Gotti & Moneybagg Yo)              | 2019 | —                       |                  | Внеальбомный сингл     |

### Другие песни в чартах
| Название                                            | Год  | Высшая позиция в чартах | Высшая позиция в чартах | Высшая позиция в чартах | Высшая позиция в чартах | Высшая позиция в чартах | Высшая позиция в чартах | Альбом      |
| Название                                            | Год  | US                      | US R&B/HH               | US Main. R&B/HH         | CAN                     | IRE                     | NZ Hot                  | Альбом      |
| --------------------------------------------------- | ---- | ----------------------- | ----------------------- | ----------------------- | ----------------------- | ----------------------- | ----------------------- | ----------- |
| «Doin 2 Much» (совместно с Yo Gotti)                | 2016 | —                       | —                       | 23                      | —                       | —                       | —                       | 2 Federal   |
| «Doin’ It»                                          | 2017 | —                       | —                       | 21                      | —                       | —                       | —                       | Federal 3X  |
| «Say Na» (при участии J. Cole)                      | 2018 | —                       | —                       | 25                      | —                       | —                       | —                       | Reset       |
| «Toes» (DaBaby при участии Lil Baby и Moneybagg Yo) | 2019 | 28                      | 16                      | —                       | 61                      | 84                      | 17                      | Kirk        |
| «Protect da Brand» (при участии DaBaby)             | 2020 | 89                      | 44                      | —                       | —                       | —                       | —                       | Time Served |
| «Federal Fed» (при участии Фьючера)                 | 2020 | —                       | 50                      | —                       | —                       | —                       | —                       | Time Served |
| «Speak 4 Em»                                        | 2020 | —                       | —                       | —                       | —                       | —                       | —                       | Time Served |
| «No Sucker» (совместно с Lil Baby)                  | 2020 | 58                      | 30                      | —                       | —                       | —                       | —                       | My Turn     |

### Комментарии
1. ↑  «Dior» не вошёл в чарт Billboard Hot 100, но достиг высшей позиции под номером 10 в чарте Bubbling Under Hot 100.[40]
2. ↑  «1 2 3» не вошёл в чарт Billboard Hot 100, но достиг высшей позиции под номером 8 в чарте Bubbling Under Hot 100.[40]
3. ↑  «Federal Fed» не вошёл в чарт Billboard Hot 100, но достиг высшей позиции под номером 7 в чарте Bubbling Under Hot 100.[40]
4. ↑  «Speak 4 Em» не вошёл в чарт Billboard Hot 100, но достиг высшей позиции под номером 12 в чарте Bubbling Under Hot 100.[40]